# サメジマオトメウミウシ
サメジマオトメウミウシ Dermatobranchus striatellus Baba, 1949 は、タテジマウミウシ科のウミウシの1種。背中には青の縦筋が入る。和名のサメジマは本種のタイプ産地である神奈川県葉山町一色の鮫島に因む（鮫島）。

## 特徴
体長は10-15mmで細長いが、大きいものは20mmに達する。外套膜背面には縦の溝が多数あり、背面の地色が青黒色なので、青い縦縞に見える。頭幕（口幕）縁および前端を除く外套膜縁は橙黄色の狭い色帯で縁取られる。触角は橙赤色。体側面、足も青黒色。顎板と歯舌は原記載に線画で図示されている。近縁のオトメウミウシ Dermatobranchus otome では黒色や暗色の小斑が散在するが、本種にはそれがない。
本種が分類されるオトメウミウシ属 Dermatobranchus は外套の腹面が平滑で前鰓も側板もなく、それらを有するタテジマウミウシ属 Armina と区別される。

## 分布
インド、西太平洋の熱帯域に分布し、日本では伊豆半島以南、もしくは三浦半島以南（タイプ産地が神奈川県葉山町の鮫島）から知られる。